# Goldisthal
Goldisthal är en kommun och ort i Landkreis Sonneberg i förbundslandet Thüringen i Tyskland.
Kommunen ingår i förvaltningsgemenskapen Neuhaus am Rennweg tillsammans med staden Neuhaus am Rennweg.